# 和倉温泉シーサイドパーク
和倉温泉シーサイドパーク（わくらおんせんシーサイドパーク）は、石川県七尾市にかつて存在した屋外プールである。

## 概要
市営のプール。円形大プール、流水プール、せせらぎプール、ウォータースライダー、着水プールを備えていた。毎年7月20日から8月31日までの夏季営業以外に各種イベントを行っていた。
2017年（平成29年）の事業をもって営業を休止した。